# Монталбано (Фиренца)
Монталбано је насеље у Италији у округу Фиренца, региону Тоскана.
Према процени из 2011. у насељу је живело 20 становника. Насеље се налази на надморској висини од 777 м.